# Анна Малер

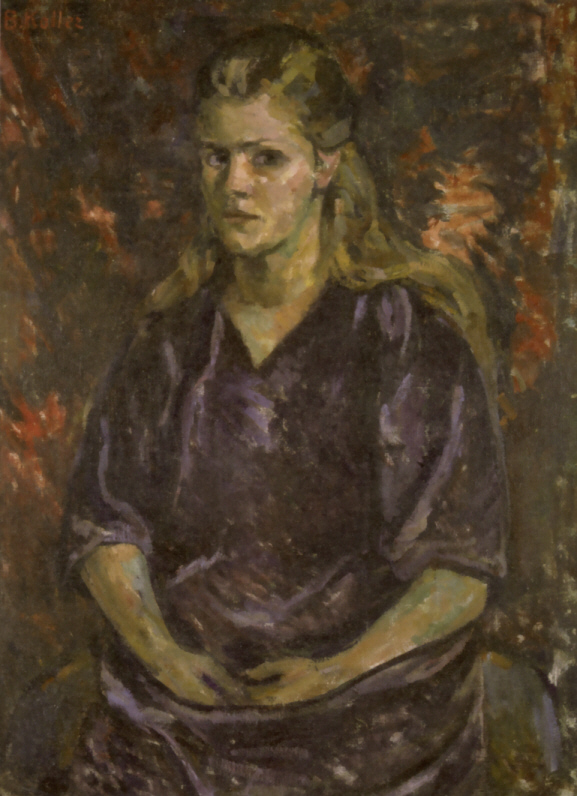
Портрет Малер у виконанні Бронції Коллер-Пінель, 1921

Анна Юстіне Малер (нім. Anna Justine Mahler; 15 червня 1904, Відень, Австро-Угорщина — 3 червня 1988, Лондон, Велика Британія) — австрійська скульпторка, дочка композитора Густава Малера.

## Ранні роки

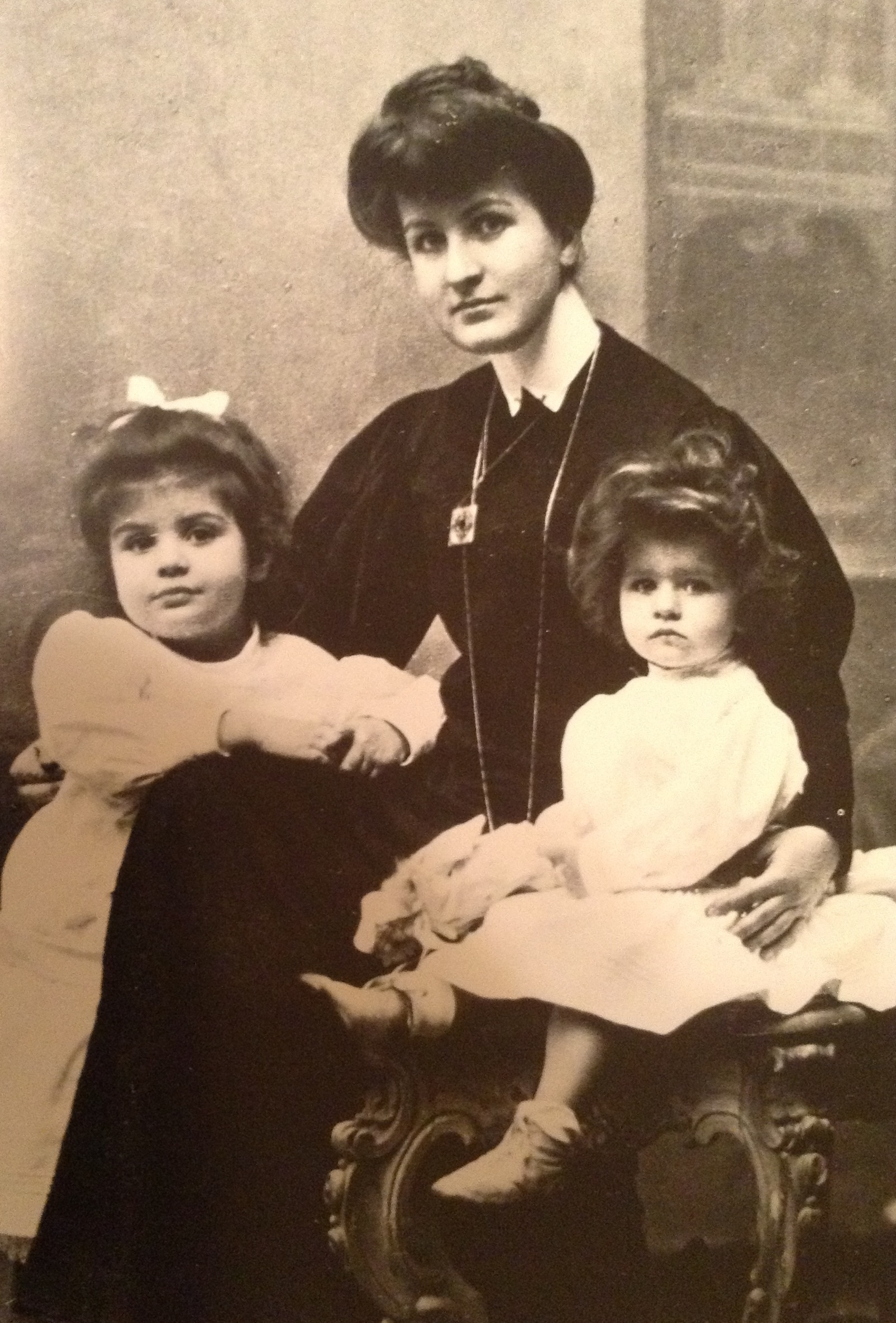
Анна Малер (праворуч) зі своєю старшою сестрою Марією та мамою, 1906

Народилась 1904 року у Відні, була другою дитиною композитора Густава Малера та Альми Малер-Верфель. Дитинство пройшло в тіні любовних відносин та відомого салону її матері. Анна важко переживала втрату своєї старшої сестри Марії (1902—1907), яка померла від скарлатини та батька, який помер, коли Анні було шість років. Ці трагічні події збіглися в часі з любовним зв'язком Альми з німецьким архітектором Вальтером Ґропіусом та австрійським експресіоністом Оскаром Кокошкою.
Анна здобула освіту від приватних вчителів, а також спілкувалася з друзями мами, серед яких були музиканти, художники та письменники. Очікувалось, що Анна, як дочка Густава Малера, обере музичну кар'єру. Проте вона закохалась у молодого режисера Руперта Коллера, сина художниці Бронції Коллер-Пінель та відмовилась стати професійним музикантом.

## Особисте життя
Вперше вийшла заміж 1920 року, коли їй було лише шістнадцять років; цей шлюб протривав вісім місяців. Невдовзі Анна переїхала до Берліна та вивчала мистецтво. Там закохалась у композитора Ернста Кренека, з яким і одружилась 15 січня 1924 року. Розлучилась пара у листопаді того ж року. Протягом цього часу Кренек закінчував Concerto No. 1, Op. 29 на скрипці, а допомагала йому австралійська скрипалька Альма Муді, яка домовилась про фінансову допомогу з Вернером Райнгартом. На знак подяки Кренек присвятив концерт Муді, а розлучення з Анною відбулось за кілька днів після прем'єри. Сам Кренек не відвідав концерт, зате виявилось, що він мав зв'язок з Муді.
1929 року вийшла заміж за видавця Пауля Золная. 1930 року в подружжя народилась дочка Альма, а через чотири роки пара розлучилась.
1939 року переїхала з нацистської Австрії до Гемпстеда, Лондон. 3 березня 1943 року вийшла заміж за українського диригента Анатолія Фістуларі. Того ж року в подружжя народилась дочка Марина.
Після війни Анна переїхала до Каліфорнії та розлучилася з Фістуларі. Офіційно шлюб був розірваний 1956 року.
У 1970-х роках вп'яте вийшла заміж, цього разу за сценариста та монтажника Альбрехта Йозефа. 1964 року, після того як померла її мати, повернулась до Лондона, а 1969 року — до Сполето.
1988 року під час відвідин дочки в Гемпстеді, померла у віці 83 років. Похована на Гайгейтському цвинтарі.

## Митецька кар'єра
Інтерес Малер до образотворчого мистецтва проявився ще в ранньому віці, коли вона відвідувала студію Оскара Кокошка. Вона також була моделлю для свекрухи Бронції Коллер-Пінель. Протягом 1920-х років вивчала мистецтво та живопис у Берліні, Парижі та Римі. У 26 років виявила для себе, що скульптура — це те, чим вона хоче займатися. 1930 року брала уроки у Фрітца Вотруби у Відні та стала професійним скульптором. 1937 року отримала гран-прі в Парижі.
Основним її матеріалом був камінь, але з бронзи вона також успішно робила бюсти відомих композиторів, серед яких Арнольд Шенберг, Альбан Берг, Артур Шнабель, Отто Клемперер, Бруно Вальтер, Рудольф Серкін та Ейлін Джойс.